# 长兴街道 (安图县)
长兴街道是中华人民共和国吉林省延边朝鲜族自治州安图县下辖的一个街道办事处。

## 行政区划
长兴街道下辖以下村级行政区划单位：
吐月社区、兴华社区、中心社区和河南社区。